# Sonny Landham
William M. „Sonny” Landham (ur. 11 lutego 1941 w Cantonie, zm. 17 sierpnia 2017, Lexington) – amerykański aktor filmowy i telewizyjny, kaskader, występował w roli Billy’ego w filmie sensacyjnym Johna McTiernana Predator.

## Życiorys

### Wczesne lata
Urodził się w Cantonie, Georgia. Jego rodzina wywodzi się z indiańskich plemion Czirokezów i Seminoli. Wychował się na południu, ucząc się oszczędzać od rodziców, którzy musieli przetrwać w latach wielkiej depresji. Uczęszczał do szkół prywatnych, gdzie specjalizował się w sporcie.
Trzy lata służył w wojsku. Studiował w Oglethorpe University w Atlancie. Potem udał się do Los Angeles, gdzie podjął pracę na polu naftowym. Uczył się aktorstwa w Pasadenie Playhouse, a następnie z trenerem Bobem Parisem, który ostatecznie zabrał go do Nowego Jorku i do Hollywood.

### Kariera
Karierę filmową rozpoczął od występu w dramacie Bądź w porcie nocą (The Lost Man, 1969) u boku Sidneya Poitiera i Joanny Shimkus. W latach 1974–78 brał udział w filmach pornograficznych. Przełomowa dla jego kariery okazała się rola Billy’ego Niedźwiedzia w filmie 48 godzin, później grał w takich filmach jak: Predator, Parszywa dwunastka 2, Najlepsi z najlepszych 2 czy Słoneczny wojownik.

### Polityka
18 czerwca 2003 roku próbował swoich sił w polityce, kandydując z Partii Republikańskiej, bez powodzenia, na urząd gubernatora Kentucky.

## Życie prywatne
Był żonaty z aktorką pornograficzną Marlene Willoughby. W latach 1995–98 jego żoną była Belita Adams, z którą miał jedno dziecko. 11 sierpnia 2007 poślubił Jessicę Wilson, z którą miał dziecko. Jednak doszło do rozwodu.
Zmarł 17 sierpnia 2017 na niewydolność serca.

## Filmografia
- Wojownicy (1979) jako policjant
- Śmiertelne manewry (1981) jako Myśliwy
- 48 godzin (1982) jako Billy Niedźwiedź
- Fleshburn (1984) jako Calvin Duggoi
- Parszywa dwunastka 2 (1985) jako Sam Sixkiller
- Słoneczny wojownik (1986) jako El Coyote
- Predator (1987) jako Billy Sole
- Szalony Jackson (1988) jako pan Quick
- Osadzony (1989) jako Chink Weber
- Maximum Force (1992) jako Pimp
- Najlepsi z najlepszych 2 (1993) jako James
- Savage Land (1994) jako Lassiter